# وضعیت حفاظت
وضعیت حفاظت، رده حفاظت، رده تهدید یا وضعیت بقا یک گروه از موجودات زنده (برای نمونه یک گونه) عبارت است از مفهومی که نشان‌دهنده شرایط گونه‌های جانوری باقی‌مانده در سطح زمین و احتمال انقراض این گونه‌ها است. عوامل زیادی در ارزیابی وضعیت بقا تأثیر دارند؛ یعنی برای نمونه تنها به تعداد افراد باقی‌مانده از آن گروه بستگی ندارد، بلکه به روند افزایش یا کاهش جمعیت آن گروه در طی زمان، سرعت زادآوری موفق و تهدیدهای شناخته‌شده نیز بستگی دارد. سیستم‌های مختلفی از وضعیت حفاظت وجود دارد و در سطوح بین‌المللی، چندکشوری، ملی و محلی و همچنین برای استفاده مصرف‌کننده استفاده می‌شود.

## فهرست سرخ IUCN برای گونه‌های در معرض خطر
فهرست سرخ گونه‌های در معرض خطر IUCN بهترین و شناخته‌شده‌ترین سامانهٔ رده‌بندی و فهرست‌برداری وضعیت حفاظت در سراسر جهان است. گونه‌ها برپایهٔ فهرست سرخ IUCN به ۹ رده تقسیم شده‌اند که معیارهای دسته‌بندی شامل نرخ کاهش، اندازهٔ جمعیت، منطقهٔ پراکنش جغرافیایی، درجهٔ جمعیت و تکه‌تکه شدن پراکندگی تعیین می‌شود. این فهرست شامل گونه‌های ازبین‌رفته از سال ۱۵۰۰ میلادی نیز می‌شود. هنگام گفتگو دربارهٔ فهرست سرخ IUCN، اصطلاح رسمی «تهدیدشده» شامل سه رده می‌شود: در بحران انقراض، در خطر انقراض و آسیب‌پذیر.

## رده‌های تهدید جهانی
- (EX): منقرض‌شده
- (EW): منقرض‌شده در طبیعت
- (CR): در بحران انقراض
- (EN): در خطر انقراض
- (VU): آسیب‌پذیر
- (NT): نزدیک تهدید
- (LC): کمترین نگرانی
- (DD): کمبود داده
- (NE): ارزیابی نشده[۲][۳][۴][۵]

## کنوانسیون تجارت بین‌المللی گونه‌های جانوران و گیاهان وحشی در حال انقراض
کنوانسیون تجارت بین‌المللی گونه‌های گیاهان و جانوران وحشی در حال انقراض، قصد دارد تا اطمینان حاصل کند که تجارت بین‌المللی جانوران وحشی و گیاهان، بقای آن‌ها را تهدید نمی‌کند. کشورهای زیادی به هنگام وارد کردن گیاهان و جانوران فهرست‌شدهٔ CITES به اجازهٔ CITES نیاز دارند.
هدف کنوانسیون تجارت بین‌المللی گونه‌های در معرض خطر انقراض جانوران و گیاهان وحشی (CITES) این است که تجارت بین‌المللی نمونه‌های جانوران و گیاهان وحشی، بقای آنها را تهدید نکند از این رو بسیاری از کشورها هنگام واردات گیاهان و جانوران فهرست‌شده در CITES به مجوز CITES نیاز دارند.

## سیستم‌های چندکشوری
در اتحادیه اروپا (EU)، دستورالعمل‌های پرندگان و زیستگاه‌ها ابزار قانونی هستند که وضعیت حفاظت از گونه‌ها و زیستگاه‌ها را در اتحادیه اروپا ارزیابی می‌کنند.
وضعیت حفاظت از NatureServe بر آمریکای لاتین، ایالات متحده، کانادا و کارائیب تمرکز دارد. این سیستم توسط دانشمندان NatureServe The Nature Conservancy، و شبکه‌ای از برنامه‌های میراث طبیعی و پایگاه‌های داده توسعه یافته است. به‌طور فزاینده‌ای با سیستم فهرست سرخ IUCN ادغام می‌شود.
رده‌های آن برای گونه‌ها عبارتند از:
- احتمال انقراض (GX)
- احتمالاً منقرض‌شده (GH)
- در معرض خطر بحرانی (G1)
- در معرض خطر (G2)
- آسیب‌پذیر (G3)
- به‌ظاهر امن (G4)
- امن (G5)

این سیستم همچنین رده‌های مبهم یا نامشخص از جمله رتبه‌های عددی غیردقیق (مثلاً G2؟)، و رتبه‌های محدوده (به عنوان مثال G2G3) برای زمانی که رتبه دقیق نامشخص است. NatureServe یک رده شرایط برای در اسارت یا کشت شده (C) اضافه می‌کند که معنایی مشابه با وضعیت ردهٔ منقرض‌شده در طبیعت (EW) در فهرست سرخ IUCN دارد.
کتاب داده‌های سرخ فدراسیون روسیه در داخل فدراسیون روسیه استفاده می‌شود و همچنین در بخش‌هایی از آفریقا نیز پذیرفته شده است.

## راهنمای مصرف‌کننده
برخی از راهنمای مصرف‌کنندگان برای غذاهای دریایی، مانند Seafood Watch، ماهی‌ها و دیگر موجودات دریایی را به سه دسته تقسیم می‌کنند که مشابه با رده‌های وضعیت حفاظتی است:
- سرخ ("بگو نه" یا " اجتناب")
- زرد یا نارنجی ("دوبار فکر کنید"، " جایگزین‌های خوب" یا "برخی نگرانی‌ها")
- سبز ("بهترین انتخاب غذاهای دریایی")

این دسته‌بندی‌ها صرفاً به خطر افتادن گونه‌های منفرد منعکس نمی‌کند، بلکه تأثیرات زیست‌محیطی نحوه و مکان صید آنها را نیز در نظر می‌گیرند، مانند صیدهای جانبی یا ترال‌های کف اقیانوسی. اغلب گروه‌هایی از گونه‌ها به جای گونه‌های فردی (مانند ماهی مرکب و میگو) ارزیابی می‌شوند.
انجمن حفاظت دریایی دارای پنج سطح رده‌بندی برای گونه‌های غذاهای دریایی است که در وب سایت FishOnline آنها نشان داده شده است.